# Bauerbach (Wielenbach)

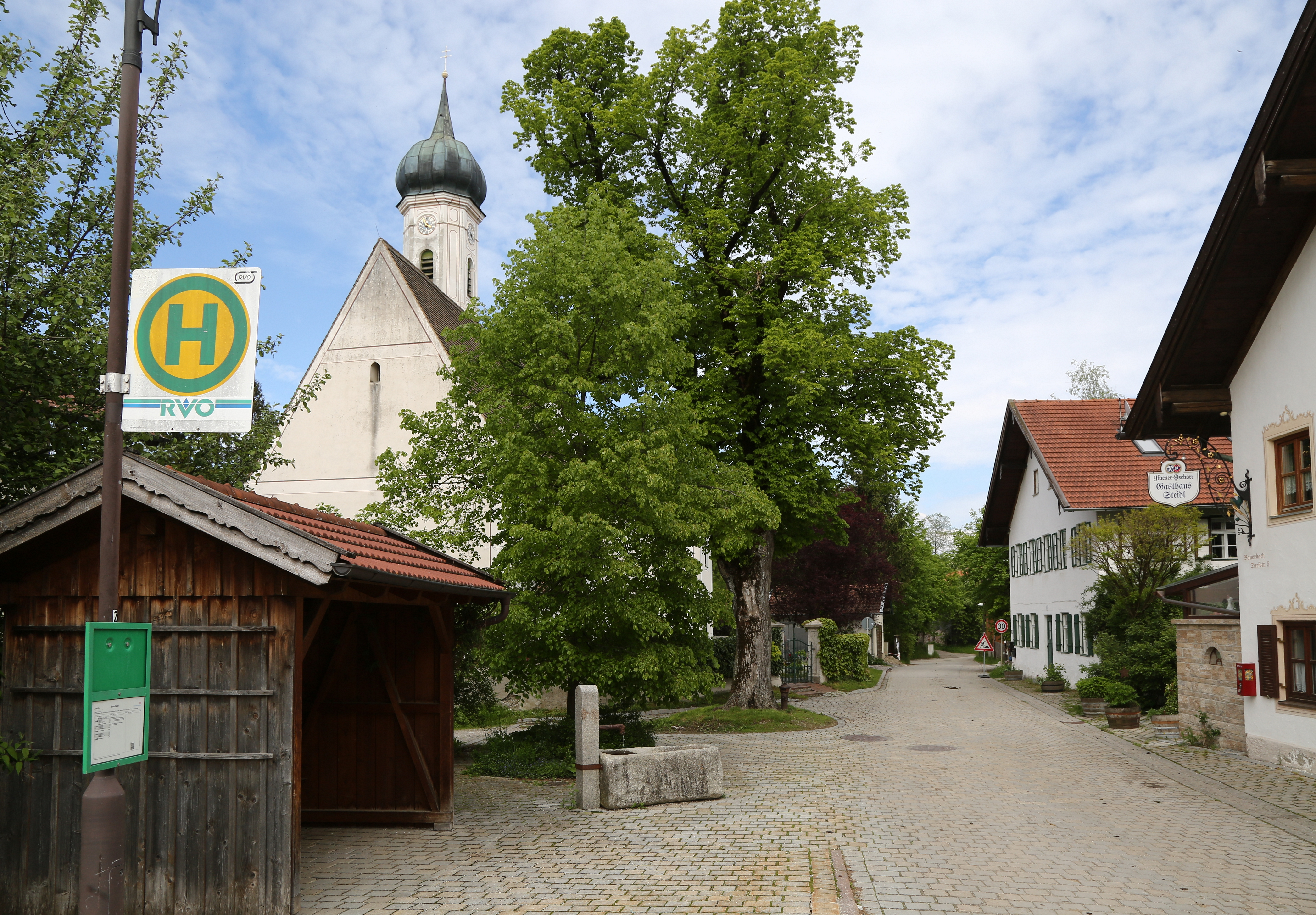
Dorfstraße

Bauerbach ist ein Gemeindeteil von Wielenbach im oberbayerischen Landkreis Weilheim-Schongau. Das Kirchdorf liegt circa sechs Kilometer Luftlinie östlich von Wielenbach an der Kreisstraße WM 28.

## Baudenkmäler
- Katholische Filialkirche St. Leonhard